# 行実
行実 (ぎょうじつ、生没年不詳)は、平安時代後期の僧侶。箱根権現第19世別当。永実、智蔵坊良暹の兄。『箱根山別当累世記』では頼朝の従兄弟とされている。

## 人物
『吾妻鏡』によると父良尋は生前源為義や義朝らと親交があったため、行実は頼朝挙兵前後から支援しており、石橋山の戦いの後に弟永実を遣わして源頼朝に食料を献上した。その際、もう一人の弟智蔵坊良暹は頼朝に討伐された伊豆国の目代山木兼隆の祈祷師を務めていた経緯から頼朝襲撃を計画したが、行実は「良暹にそこまでの力は無いが、大庭景親が来たら厄介だ」と言って頼朝に逃亡を進めた。この様な関係もあってか頼朝は鎌倉入り直後に早川荘を寄進した。